# McDonnell Douglas YC-15
McDonnell Douglas YC-15 là một loại máy bay vận tải chiến thuật (STOL).

## Tính năng kỹ chiến thuật
Dữ liệu lấy từ The Observer's Book of Aircraft
Đặc điểm tổng quát
- Tổ lái: 3
- Sức chuyên chở: Lên tới 150 lính hoặc 78.000 lb (35.000 kg) hàng hóa
- Chiều dài: 124 ft 3 in (37,9 m)
- Sải cánh: 110 ft 4 in/132 ft 7 in (33,6 m/40,4 m)
- Chiều cao: 43 ft 4 in (13,2 m)
- Diện tích cánh: 1.740 ft² (162 m²)
- Trọng lượng rỗng: 105.000 lb (47.600 kg)
- Trọng lượng cất cánh tối đa: 216.680 lb (98.286 kg)
- Động cơ: 4 × Pratt & Whitney JT8D-17 kiểu turbofan, 16.000 lbf (72.5 kN) mỗi chiếc

 Hiệu suất bay 
- Vận tốc cực đại: 465 knot (861 km/h)
- Tầm bay: 2.600 nm (4.810 km)